# Spengler Cup 1996
Der Spengler Cup 1996 (französisch Coupe Spengler 1996) war die 70. Auflage des gleichnamigen Wettbewerbs und fand vom 26. bis 31. Dezember 1996 im Schweizer Luftkurort Davos statt. Als Spielstätte fungierte das dortige Eisstadion.
Es siegte erneut das Team Canada, das durch einen 6:2-Sieg im Finalspiel über den Gastgeber HC Davos das Turnier gewann. Bereits in der Qualifikation hatten die Kanadier die Partie knapp mit 5:4 für sich entschieden. Das Team Canada verteidigte damit erfolgreich den im Vorjahr errungenen Titel und feierte den sechsten Turniererfolg seit 1984. Mit den Rochester Americans aus der American Hockey League nahm das erste Mal ein nordamerikanisches Franchise am Turnier teil. Der Kanadier Sylvain Turgeon war mit sieben Scorerpunkten, darunter fünf Tore, erfolgreichster Akteur des Turniers.

## Modus
Die fünf teilnehmenden Teams spielten zunächst in einer Einfachrunde im Modus «jeder gegen jeden», so dass jede Mannschaft vier Spiele bestritt. Die beiden punktbesten Mannschaften nach Abschluss der zehn Qualifikationsspiele ermittelten schliesslich in einer zusätzlichen Partie den Turniersieger.

## Turnierverlauf

### Qualifikation
| 26. Dezember 1996 | HC Davos | 9:2 (3:1, 2:1, 4:0) | Rochester Americans | Eisstadion, Davos |

| 26. Dezember 1996 | Team Canada | 4:2 (0:1, 1:1, 3:0) | Leksands IF | Eisstadion, Davos |

| 27. Dezember 1996 | Jokerit Helsinki | 6:3 (0:0, 4:3, 2:0) | Team Canada | Eisstadion, Davos |

| 27. Dezember 1996 | HC Davos | 5:4 (1:2, 2:0, 2:2) | Leksands IF | Eisstadion, Davos |

| 28. Dezember 1996 | Rochester Americans | 3:5 (2:0, 1:1, 0:4) | Team Canada | Eisstadion, Davos |

| 28. Dezember 1996 | Jokerit Helsinki | 3:2 (1:1, 0:0, 2:1) | Leksands IF | Eisstadion, Davos |

| 29. Dezember 1996 | Leksands IF | 3:5 (2:3, 0:0, 1:2) | Rochester Americans | Eisstadion, Davos |

| 29. Dezember 1996 | HC Davos | 6:3 (2:1, 0:1, 4:1) | Jokerit Helsinki | Eisstadion, Davos |

| 30. Dezember 1996 | Jokerit Helsinki | 2:3 n. P. (1:0, 0:1, 1:1, 0:0, 0:1) | Rochester Americans | Eisstadion, Davos |

| 30. Dezember 1996 | HC Davos | 4:5 (0:3, 2:1, 2:1) | Team Canada | Eisstadion, Davos |

| Pl. |                     | Sp | S | N | Tore  | Punkte |
| --- | ------------------- | -- | - | - | ----- | ------ |
| 1.  | Team Canada         | 4  | 3 | 1 | 17:15 | 6:2    |
| 2.  | HC Davos            | 4  | 3 | 1 | 24:14 | 6:2    |
| 3.  | Rochester Americans | 4  | 2 | 2 | 13:19 | 4:4    |
| 4.  | Jokerit Helsinki    | 4  | 2 | 2 | 14:14 | 4:4    |
| 5.  | Leksands IF         | 4  | 0 | 4 | 11:17 | 0:8    |

### Final
| 31. Dezember 1996 12:00 Uhr | Team Canada | 6:2 (1:1, 2:1, 3:0) | HC Davos | Eisstadion, Davos |

## Siegermannschaft
| Spengler-Cup-Sieger Team Canada | Torhüter: Boris Rousson Verteidiger: Rob Cowie, Mario Doyon, Christopher Felix, Jeff MacLeod, John Miner, Pat Thompson, John Wynne Stürmer: Glenn Anderson, Chris Bright, Dan Daoust, Devin Edgerton, Marc Fortier, Shawn Heaphy, Bill McDougall, Greg Parks, Sylvain Turgeon, Claude Vilgrain, Wes Walz Cheftrainer: Mike Keenan |